# Teatro Municipal Rosita Ávila
El Teatro Municipal Rosta Ávila es una sala teatral de San Miguel de Tucumán, Tucumán, Argentina. Se encuentra en el complejo Central Tucumano, en adyacencia al Hotel Hilton. El teatro pertenece al municipio de la capital.

## Historia
Originalmente la sala fue abierta en 2014 por el gobernador José Alperovich, el vicepresidente de Tucumán Turismo Sebastián Giobellina y funcionarios provinciales, la cual fue administrada por el Hotel Hilton Garden. En 2016 el teatro fue municipalizado, siendo inaugurado el 12 de septiembre del mismo año por el intendente Germán Alfaro y un espectáculo especial de Pepe Soriano. Este traspaso se realizó en base al Decreto municipal 4854. 
El teatro tiene capacidad para 300 personas, un escenario de 12 metros de ancho por siete de largo y seis de altura, palcos, camerinos y cabinas de luces y sonidos. El espacio cultural lleva el nombre de Rosita Ávila, quien fue una directora y actriz tucumana creadora del teatro independiente en la provincia. 